# فرانكلين سمنر ايرل
فرانكلين سمنر ايرل (بالإنجليزية: Franklin Sumner Earle)‏ (1856-1929) عالم أمريكي متخصص في علم الفطريات وأمراض زراعة قصب السكر وكان أول عالم عمل في الحديقة النباتية في نيويورك، وكانت مؤلفة من أجناس من أمريكا الشمالية جيل الفطريات.